# Markus Schmidt
Markus Schmidt (ur. 23 października 1968 w Innsbrucku) – austriacki saneczkarz startujący w jedynkach, brązowy medalista olimpijski, medalista mistrzostw świata i Europy.

## Kariera
Pierwszy sukces odniósł na mistrzostwach świata juniorów w Bludenz w 1984 roku, zdobywając brąz w dwójkach (w parze z Robertem Manzenreiterem). W reprezentacji Austrii startował od 1987 roku. W 1992 roku wystartował na igrzyskach olimpijskich w Albertville, gdzie wywalczył brązowy medal w jedynkach. W zawodach tych wyprzedzili go jedynie Niemiec Georg Hackl oraz kolejny Austriak, Markus Prock. Na tych samych igrzyskach był też siódmy w dwójkach. Brał także udział w igrzyskach olimpijskich w Lillehammer, gdzie rywalizację w jedynkach ukończył na dziesiątej pozycji.
W 1996 roku zdobył złoty medal w zawodach drużynowych na mistrzostwach świata w Altenbergu. W tej samej konkurencji wywalczył też srebro podczas mistrzostw świata w Winterbergu pięć lat wcześniej. Na mistrzostwach Europy wywalczył cztery medale – po dwa srebrne i brązowe. Najbardziej udana były dla niego impreza w 1996, kiedy to wywalczył srebro w drużynie i brąz indywidualnie. Wicemistrzem kontynentu był również w 1992, a w 1994 skończył na najniższym stopniu podium.
W 1997 roku zakończył karierę.

## Osiągnięcia

### Igrzyska olimpijskie
| Rok  | Miejsce     | Jedynki | Dwójki |
| ---- | ----------- | ------- | ------ |
| 1992 | Albertville | 3.      | 7.     |
| 1994 | Lillehammer | 10.     |        |